# 466 Тісіфона
466 Тісіфона (466 Tisiphone) — астероїд зовнішнього головного поясу, відкритий 17 січня 1901 року у Гейдельберзі.
Тіссеранів параметр щодо Юпітера — 3,062.